# 충북급 구축함
1972년 미국의 동맹국에 대한 군사원조 프로그램의 일환으로 공여받은 함선으로 대한민국 해군이 운용하다가, 2000년대초에 전량 퇴역시킨 FRAM 현대화 개수를 받은 기어링급 구축함이다.

## 역사
박정희 전 대통령 시절부터 도입하기 시작한 이 함정들은 광주급(FRAM I 개량형)과 충북급(FRAM II 개량형)으로 재명명되어 총 7척이 취역, 1990년대부터 차례차례 퇴역하기 시작해서 2000년 이후 모두 퇴역하였다. 127mm 함포 6문에 하푼 함대함 미사일 8발까지 장비하고 있어서 화력은 출중한 편이었다.
비록 구형이지만 이 함정의 도입으로 한국 해군은 일단 북한 해군에는 확실한 우위를 점할 수 있게 되었고, 이를 바탕으로 차기 주력함 사업(KDX)이 안정적으로 진행될 수 있었다. 강원함(DDH 922)이 한국 해군 특유의 포술 능력을 발휘, 작은 표적엔 조준도 힘든 5인치 쌍열포로 북한 해군의 소형 고속 간첩선(반잠수정)을 명중시켜 격침시킨 기록도 있다.
기어링급 구축함은 원래 헬기 운용능력이 없었으나 미 해군에서 FRAM 개수로 헬기 데크와 격납고를 장착했다. 미 해군에서는 1960년대 개발했던 DASH 무인 대잠헬기를 탑재할 예정이었으나 DASH가 실패하면서 고정 대잠헬기는 없이 운용되었고, 한국 해군에서는 아에로스파시알 알루에트 III 헬기를 운용하였으며, 1983년 8월 13일 대전차미사일를 개조한 AS-12 대함미사일로 북한 무장간첩선을 격침했다.
하지만, 1990년대부터 급격한 노후화로 인해서 해상경비임무를 울산급 호위함, 광개토대왕급 구축함등 국산전투함들에게 넘겨주고 2000년 12월말 마지막 남은 광주, 강원, 경남함 등 모두 3척이 퇴역하게 됨에 따라 그 동안 우리 해군의 주력이었던 미국산 전함시대는 막을 내렸다.

## 특징
한국에서 인도 받은 후 시벌컨을 탑재하는 등 부분적인 개조를 거치기도 하였다. 시벌컨의 위치는 함에 따라 격납고 위에 있기도 하며 갑판 중앙에 있기도 하다. 3연장 Mk.46 경어뢰발사관 역시 갑판 중앙에 있거나 함교 앞에 있기도 하고 대함미사일 발사관이 일반적인 경사발사관이 있는것과 터렛형 발사관이 있다.
함포는 초기에는 3개 다 있기도 하였지만, 이후 상부 갑판의 포탑을 철거하여 2개로 줄이고 보포스 2연장 40mm 대공포 × 1기를 붙이기도 하였다.

## 함명
| 미국 해군                     | 미국 해군       | 대한민국 해군   | 대한민국 해군    | 대한민국 해군    |
| 함 번호 및 이름               | 취역 일자       | 함 번호 및 이름 | 취역 일자        | 퇴역 일자        |
| ----------------------------- | --------------- | --------------- | ---------------- | ---------------- |
| DD-805 USS 셔벌리어           | 1945년 1월 9일  | DD-915 충북     | 1972년 7월 5일   | 2000년 6월 30일  |
| DD-830 USS 에버릿 F. 라슨     | 1945년 4월 6일  | DD-916 전북     | 1972년 10월 30일 | 1999년 4월 30일  |
| DD-818 USS 뉴                 | 1945년 4월 5일  | DD-919 대전     | 1977년 2월 23일  | 2000년 3월 31일  |
| DD-849 USS 리처드 E. 크라우스 | 1946년 5월 23일 | DD-921 광주     | 1977년 2월 23일  | 2000년 12월 31일 |
| DD-714 USS 윌리엄 R. 러시     | 1945년 9월 21일 | DD-922 강원     | 1978년 7월 1일   | 2000년 12월 29일 |
| DD-883 USS 뉴먼 K. 페리       | 1945년 7월 26일 | DD-923 경기     | 1981년 2월 27일  | 1998년 8월 31일  |
| DD-876 USS 로저스             | 1945년 3월 26일 | DD-925 전주     | 1981년 7월 25일  | 1999년 12월 30일 |